# Utashinai
Utashinai (歌志内市, Utashinai-shi) est une ville située dans la sous-préfecture de Sorachi, à Hokkaidō, au Japon.

## Géographie

### Situation
Utashinai est située à l'extrémité nord-est de la plaine d'Ishikari, dans la zone centrale de Hokkaidō.

### Démographie
En mars 2023, la population s'élevait à 2 712 habitants pour une superficie de 55,95 km2. Elle passe à 2 668 habitants en 2024 mais elle reste la ville la moins peuplée du Japon.

## Histoire
Le village d'Utashinai a été créé le 1er juillet 1887. Il a acquis le statut bourg en 1940, puis de ville en 1958.